# David Emmanuel Daniel Europaeus
David Emmanuel Daniel Europaeus (ur. 1 grudnia 1820 w Savitaipale, zm. 15 października 1884 w Sankt Petersburgu) – fiński językoznawca i etnolog, uważany za pioniera onomastyki, jako pierwszy przedstawił drzewo genealogiczne języków ugrofińskich.

## Życiorys
David Emmanuel Daniel Europaeus urodził się 1 grudnia 1820 roku w Savitaipale jako najmłodszy syn pastora Petera Adolfa Europaeusa (1753–1825) i jego drugiej żony Sofii Peijo . Ojciec zajmował się językoznawstwem i literaturoznawstwem i przez ponad 20 lat korespondował z historykiem i językoznawcą Henrikiem Gabrielem Porthanem (1739–1804) . Ojciec zmarł, gdy syn miał cztery lata . Matka była służącą na plebanii. 
Po ukończeniu szkoły powiatowej w Käkisalmi w 1840 roku Europaeus uczęszczał do liceum w Wyborgu (1840–1843) . W 1844 roku rozpoczął studia języka fińskiego na uniwersytecie w Helsinkach  . W czasie studiów zaangażował się w projekty słownikowe i tłumaczeniowe, prowadzenie czasopisma oraz w zbieranie w terenie run i opowieści ludowych . Nigdy nie uzyskał stopnia naukowego . W 1847 roku przetłumaczył na język fiński podręcznik geometrii euklidesowej a w latach 1852–1853 opracował słownik szwedzko-fiński Svenskt-finskt handlexikon . Słownik zawierający ponad 35 000 haseł został wydany w 2000 egzemplarzy.
W 1845 roku odbył pierwszą podróż po Karelii w poszukiwaniu zabytków literatury ludowej, która trwała pół roku . W sumie w latach 1845–1854 odbył siedem takich podróży . Z reguły podróżował sam, lecz w wyprawie do Ingrii towarzyszył mu etnograf Henrik August Reinholm (1819–1883) . Wartość materiału zebranego przez Europaeusa została doceniona dopiero po latach . Europaeus znalazł wiele nieznanych wcześniej run i jako pierwszy dotarł do wielu poetów ludowych, m.in. Simany Sissonena (1786–1848), Pedriego Shemeikki (1825–1915) czy twórców z rodziny Vornanen . W 1847 roku odkrył nieznane runy Kullervo i wiele pieśni kobiecych . W sumie Europaeus zebrał 2860 run Kalevali oraz wiele innych utworów, m.in. baśni . Oryginalne rękopisy Europaeusa przechowywane są w archiwum poezji ludowej Fińskiego Towarzystwa Literackiego i zostały opublikowane w zbiorze Suomen Kansan Vanhat Runot (1908–1948) . Sam Europaeus wydał dwie antologie – Pieni Runon-seppä w 1847 roku i Karjalan Kevätkäköinen w roku 1854 .
Utwory zebrane przez Europaeusa wzbogaciły nowe wydanie Kalevali w 1849 roku, opracowane przez Eliasa Lönnrota (1802–1884) . Sam Europaeus przekazywał Lönnrotowi wskazówki dotyczące struktury i treści eposu, które jednak nie zostały w pełni uwzględnione . Europaeus opowiadał się m.in. za pozostawieniem run w ich oryginalnej formie . 
Pod koniec lat 40. XIX w. Europaeus zaczął interesować się przeszłością ludów ugrofińskich i ich językami. W 1848 roku jako pierwszy dotarł do Karelów Twerskich . 
W latach 1847–1850 Europaeus wydawał czasopismo „Suometar”, którego celem była promocja języka fińskiego.
W kolejnych latach zainteresowania Europaeusa skupiły się na językoznawstwie, historii i archeologii . Podczas kolejnych wypraw poszukiwał osad fińskich m.in. na Półwyspie Kolskim . Na terenie rosyjskiej Laponii znalazł karelską wioskę Vieljärven . W sumie przeprowadził siedem wykopalisk archeologicznych w rejonie Aunusu, Nowogrodu i Tweru . Celem badawczym Europaeusa było określenie pochodzenia i pokrewieństwa języków ugrofińskich na podstawie badań nad ugrofińskimi nazwami miejscowości oraz badań kraniologicznych . Wyniki swoich badań opublikował w pracach Tietoja suomalais-ungarilaisten kansojen muinaisista olopaikoista (1868–1870) i Die Stammverwandtschaft der meisten Sprachen der alten und australischen Welt (1870) . Wykazał, że najbliższymi językom ugrofińskim są języki indoeuropejskie . Według Europaeusa języki ugrofińskie i indoeuropejskie wywodziły się z tego samego języka, a języki ugrofińskie wyodrębniły się z niego wcześniej niż języki indoeuropejskie. Utrzymywał, że Afryka jest wspólną kolebką wszystkich języków świata – jego postulaty kłóciły się z ówczesnymi poglądami o pochodzeniu ludów ugrofińskich z Azji Środkowej, a sam badacz dorobił się przezwiska „Indo-Europaeus-Afrikanus” . 
Jako pierwszy przedstawił drzewo genealogiczne języków ugrofińskich . Uważany jest za pioniera onomastyki . Jako pierwszy w Finlandii zastosował w badaniach metodę porównawczą . Pozostawał w kontakcie z innymi lingwistami, korrespondując m.in. z Vilhelmem Thomsenem (1842–1927), Pálem Hunfalvy (1810–1891), Józsefem Budenzem (1836–1892) i Augustem Friedrichem Pottem (1802–1887).
Działał także na niwie dziennikarskiej – w 1863 roku założył gazetę „Kansakunnan lehti”, która została zamknięta z uwagi na brak funduszy . Chciał propagować rozwijanie umiejętności pisania i zaproponował napisanie podręcznika dla pisarzy, lecz pomysł ten nie został zaakceptowany przez Fińskie Towarzystwo Literackie . Wiele jego inicjatyw nie znalazło uznania jemu współczesnych, np. katalog fonetyczny Suomalaisten puustavein äännös-kuvat ylös-ajatellunna D.E.D. Europaeus (1857) . Była to pionierska praca a kolejna tego typu ukazała się dopiero sto lat później.  
Europaeus opowiadał się za powszechnym pokojem i podczas wojny w latach 1854–1855 podróżował po Skandynawii i Niemczech, nawołując do pokoju . Pozbawiony dokumentów i pieniędzy został aresztowany i odesłany do Finlandii . Był obrońcą praw zwierząt – nalegał, aby konie były odpowiednio traktowane, a osoby znęcające się nad zwierzętami były karane grzywną.
Nigdy nie miał stałej pracy, utrzymywał się ze stypendiów i grantów badawczych oraz prac doraźnych jako korepetytor, nauczyciel, tłumacz akt sądowych, dozorca czy asystent naukowy przy projektach badawczych . Nigdy się nie ożenił i nie założył rodziny . Pod koniec życia żył w biedzie i zmarł w szpitalu dla biedaków w Petersburgu . Został pochowany w zbiorowym grobie ubogich w Parkali. Staraniem przyjaciół jego szczątki zostały przeniesiono na cmentarz Hietaniemi w Helsinkach, a na jego nagrobku umieszczono napis „Kullervo-runoston pelastajalle” (pol. „Zbawicielowi run Kullervo”).

## Publikacje

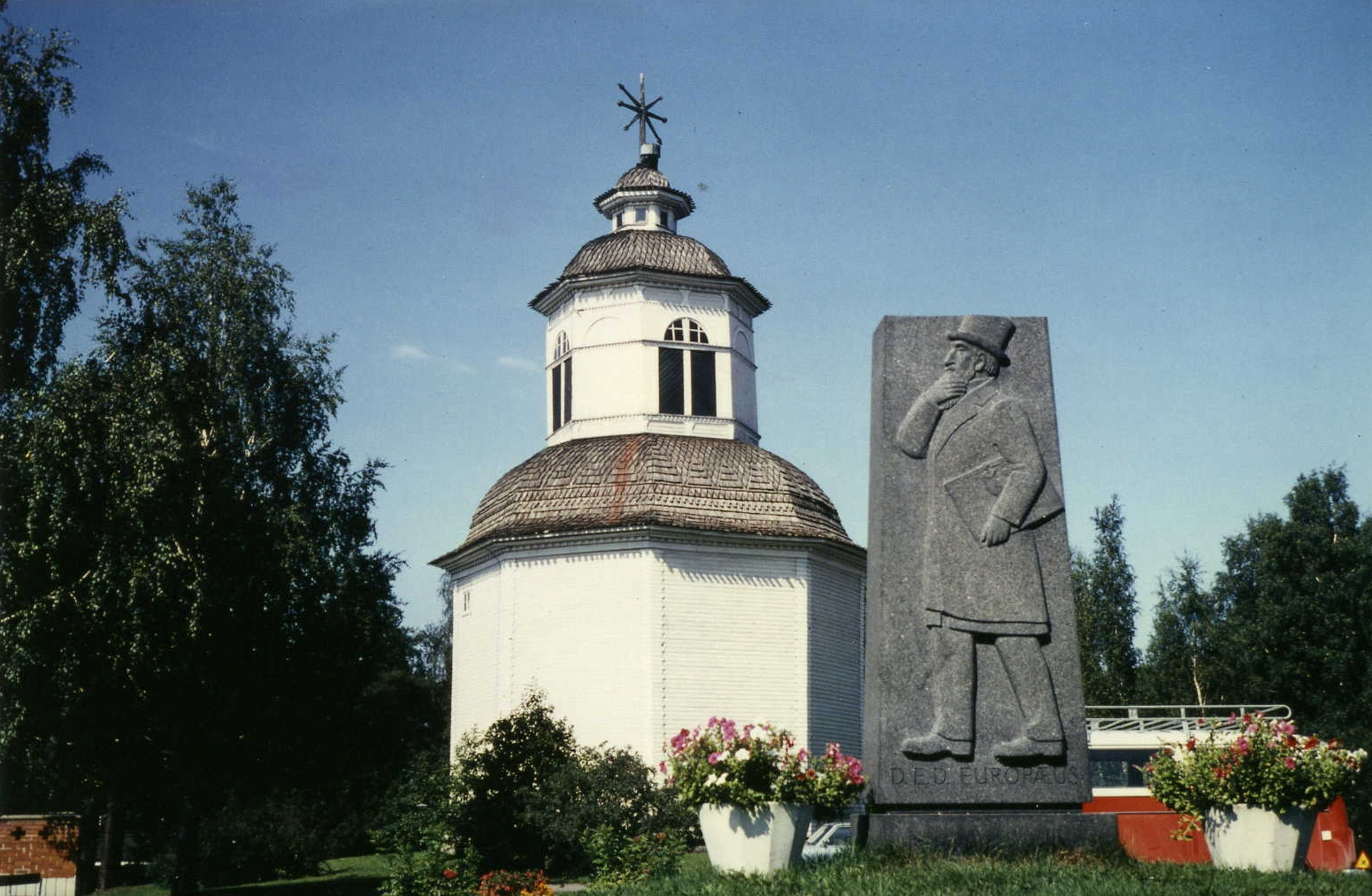
Dzwonnica z pomnikiem Europaeusa w Savitaipale, 1980

Poniższa lista podana jest za Suomen kansallisbiografia :
- Pieni runon-seppä eli kokous paraimmista Inkerinmaan puolelta kerätyistä runo-lauluista ynnä johdatuksia runon tekoon., 1847
- Komparativ framställning af de finsk-ungerska språkens räkneord, till bevis för Ungrarnes stamförvandtskap med Finnarne, och den indogermaniska folkstammens urförvandtskap med den finsk-ungerska, 1853
- Karjalan kevätkäköinen: runolaulukirja: parhaista Kalevalan ja Kantelettaren ja muutamista muista runolauluista kokoon pantu, 1854
- Suomalaisten puustavein äännöskuvat ylös-ajatellunna D. E. D. Europaeus, 1857
- Kirjoituksia Suomen kansan tärkeimmistä asioista: suurimmaksi osaksi syrjä-sensuureista paenneita 1: onko Suomen kansa voimihinsa päästettävä vain eikö?, 1862
- Vorläufiger Entwurf über den Urstamm der indoeuropäischen Sprachfamilie und seine vor-indoeuropäischen Abzweigungen, namentlich die finnisch-ungarische, 1863
- Tietoja suomalais-ungarilaisten kansain muinaisista olopaikoista, 1868–1870
- Ett fornfolk med långskallig afrikansk hufvudskålstyp i norden, bestämdt till språk och nationalitet, jemte finsk-ungerska omdömen, 1873
- Die Stammverwandtschaft der meisten Sprachen der alten und australischen Welt, 1877

## Odznaczenia
- 1879 – srebrny medal Rosyjskiego Cesarskiego Towarzystwa Geograficznego[1]

## Upamiętnienie
W rodzinnym Savitaipale Europaeusa upamiętnia lokalne muzeum poświęcone jego życiu i twórczości znajdujące się nad brzegiem jeziora Kuolimo oraz pomnik–płaskorzeźba z 1971 roku dłuta Viljo Savikurje (1905–75) z podobizną badacza i cytatem Kullervo – jednego z bohaterów Kalevali. Miejscowa szkoła średnia nosi jego imię. 
W 2014 roku na podstawie historii życia Europaeusa Juha Hurme napisał sztukę teatralną „Europaeus”, która została wystawiona w reżyserii autora w fińskim Teatrze Narodowym. 